# Max Baerecke

Max Baerecke

Max Baerecke (* 9. Mai 1873 auf Spittelhof im Landkreis Elbing; † 19. September 1960 in Köln) war ein Politiker der Deutschnationalen Volkspartei, an deren Gründung er sich 1918 beteiligte.

## Leben
Nach dem Abitur auf dem Gymnasium in Elbing studierte Baerecke, der evangelischen Glaubens war, in Halle und Leipzig Landwirtschaft und Philosophie. Anschließend war er als landwirtschaftlicher Volontär und Beamter auf Gütern in Westpreußen, Ostpreußen und Posen tätig. 1899 übernahm er das väterliche Gut in Spittelhof. Er war Mitglied des Vorstandes der örtlichen Landwirtschaftskammer. Am Ersten Weltkrieg nahm er als Rittmeister im Dragoner-Regiment König Albert von Sachsen teil.
Baerecke gehörte dem Kreistag und dem Kreisausschuss im Kreis Elbing an. Von 1911 bis 1918 war er Mitglied des Preußischen Abgeordnetenhauses, wo er den Wahlkreis Danzig 1 (Elbing - Marienburg) vertrat. Bei der Wahl zur Deutschen Nationalversammlung kandidierte er erfolgreich für die Weimarer Nationalversammlung. 1925 wurde er in den Provinziallandtag der Provinz Ostpreußen gewählt. Am 3. März 1928 legte er das Mandat nieder und August Gehrmann rückte nach.